# Marína Čeretková-Gállová
Marína Čeretková-Gállová (26. září 1931 Zbehy – 22. října 2017 Nitra) byla slovenská spisovatelka.

## Životopis
V roce 1957 absolvovala Filozofickou fakultu Univerzity Komenského v Bratislavě. Po promoci nastoupila do literárně-dramatické redakce v Československém rozhlase. Pro její zásadní občanské postoje dostala k 31. prosinci 1970 výpověď. V důsledku toho pracovala v letech 1971 – 1978 jako kulturně-propagační referentka v Odevných závodoch v Košicích, později po změně bydliště jako kulturní referentka na Strednej priemyselnej škole potravinárskej v Nitře. Před úmrtím žila v Nitře.

## Tvorba
Debutovala v roce 1962 sbírkou novel Koniec líšky. Vyjadřuje v ní citový život žen, protkaný erotickými motivy. V jejích dalších dílech se opakují stejné motivy – nešťastná láska, odcizení mezi mužem a ženou, mezi dětmi a rodiči. Kromě prózy napsala přes deset rozhlasových her.

## Dílo

### Próza
- 1962 – Koniec líšky
- 1964 – Stokrát moje leto
- 1964 – Smrť červenej jarabiny
- 1967 – Samota pre bohov
- 1967 – Koňak pre Amáliu
- 1970 – Hriešne dievča Júlia
- 1978 – Jednooký
- 1982 – Dlhé čakanie Adely Drozdíkovej
- 1983 – Cudzie deti
- 1987 – Úraz
- 1994 – Anjelik
- 1998 – Nechajte maličkých

### Rozhlasové hry
- 1965 – Telefón
- 1969 – Milosrdní
- 1981 – Len neumrieť na lásku
- 1983 – Panenka menom Helena
- 1986 – Chlap na zaplakanie
- 1987 – Jedna malá večnosť
- 1991 – A ona mala ženské srdce
- 1992 – Hriech mlčania
- 2003 – Pátranie po nezvestnom
- 2010 – Murovaný dom

### Televizní hry pro mládež
- 1983 – Tereza